# Ľ
Az Ľ / ľ (latin small/capital letter l with caron) a szlovák nyelv [ʎ] hangjának (lj-hez hasonló, lágy [l]) leírására szolgáló betű.
A szlovák ábécé huszonharmadik betűje; előtte az Ĺ / ĺ (éles ékezettel ellátott „L”), utána az m áll.
Eredetileg egy L / l betűből és egy (kis „v” alakú) hacsekből áll, ez a mellékjel azonban itt módosult formában, egy aposztrófhoz hasonlóan jelenik meg. A lágyított ejtés egyértelművé teszi, hogy hacsekről van szó (ugyanez a ď és ť betűknél is megfigyelhető, melyek nagybetűs változatán viszont már a megszokott alakjában jelenik meg a hacsek: Ď, Ť).

## Bevitele a számítógépen

### Billentyűkombinációkkal
| Billentyűzetkiosztás | kisbetű         | nagybetű         |
| -------------------- | --------------- | ---------------- |
| Windows billentyűzet | AltGr+2; L      | AltGr+2; Shift+L |
| Apple billentyűzet   | Alt+Caps Lock+Ö | nem lehetséges   |

### Karakterkódolással
| Karakterkészlet | Kisbetű (ľ) | Nagybetű (Ľ) |
| --------------- | ----------- | ------------ |
| EBCDIC          | 318         | 317          |
| Bináris EBCDIC  | 100111110   | 100111101    |
| Unicode         | U+013E      | U+013D       |
| HTML/XML        | &lcaron;    | &Lcaron;     |

### Angolul
- EBCDIC-kódok
- Kis- és nagybetűs Unicode-kódok
- Szlovák kiejtés és írás